# Rabœuf
M. Rabœuf war ein französischer Hersteller von Automobilen.

## Unternehmensgeschichte
Das Unternehmen aus Amiens begann 1914 mit der Produktion von Automobilen. Der Markenname lautete Rabœuf. Im gleichen Jahr endete die Produktion bereits wieder.

## Fahrzeuge
Das einzige Modell 10 CV war mit einem Vierzylinder-Einbaumotor von Chapuis-Dornier ausgestattet. Der Motor war vorne im Fahrzeug montiert und trieb über eine Kardanwelle die Hinterachse an. Das Getriebe verfügte über drei Gänge. Die Karosserie bot Platz für zwei Personen. Die Höchstgeschwindigkeit war mit 72 km/h angegeben.